# Minuartia oxypetala
Minuartia oxypetala là loài thực vật có hoa thuộc họ Cẩm chướng. Loài này được Kulcz. mô tả khoa học đầu tiên.